# Funny Girl (New Broadway Cast Recording)
Funny Girl (New Broadway Cast Recording) è la colonna sonora dello spettacolo teatrale di Broadway Funny Girl con protagonista Lea Michele come nei panni di Fanny Brice. Lo spettacolo è ispirato al noto film di Barbra Streisand Funny Girl.

## Antefatti
Nell'autunno del 2022, la registrazione del cast di Funny Girl è iniziata ai Power Station Studios di Manhattan. È stato prodotto da Gemini Theatricals, Accidental Jacket e Masterworks Broadway. In un annuncio a sorpresa durante un'esibizione di Funny Girl il 16 novembre 2022, Lea Michele ha annunciato l'uscita dell'album; l'annuncio è stato trasmesso in live streaming su Instagram. L'uscita sarebbe la prima registrazione del cast di Broadway dalla registrazione del cast originale che era stata rilasciata 58 anni prima.L'album è stato pubblicato il 18 novembre 2022, in digitale, mentre una versione fisica in CD è stata distribuita il 20 gennaio 2023. Sebbene Beanie Feldstein abbia dato origine al revival di Broadway, è notevolmente assente dalle registrazioni di Funny Girl.

## Tracce
1. Overture – 4:12
2. Who Are You Now? – 0:52
3. If a Girl Isn't Pretty – 3:41
4. I'm the Greatest Star – 3:32
5. Eddie's Tape – 1:54
6. Cornet Man – 2:23
7. His Love Makes Me Beautiful – 4:41
8. I Want to Be Seen with You – 2:05
9. Henry Street – 2:39
10. People – 3:37
11. You Are Woman, I am Man – 3:13
12. Don't Rain on My Parade – 2:38
13. Sadie, Sadie – 4:08
14. Who Taught Her Everything She Knows – 3:02
15. Temporary Arrangement – 2:46
16. Rat-Tat-Tat-Tat – 5:15
17. Who Are You Now? - Reprise – 4:17
18. You're a Funny Girl/Beekman Call – 2:02
19. What Do Happy People Do? – 0:48
20. The Music That Makes Me Dance – 3:02
21. Dream Ballet – 1:48
22. Finale Act 2 – 4:42

Durata totale: 67:17

## Classifiche
| Classifica  | posizione massima |
| ----------- | ----------------- |
| Stati Uniti | 1                 |